# Biserica reformată din Mărtineni

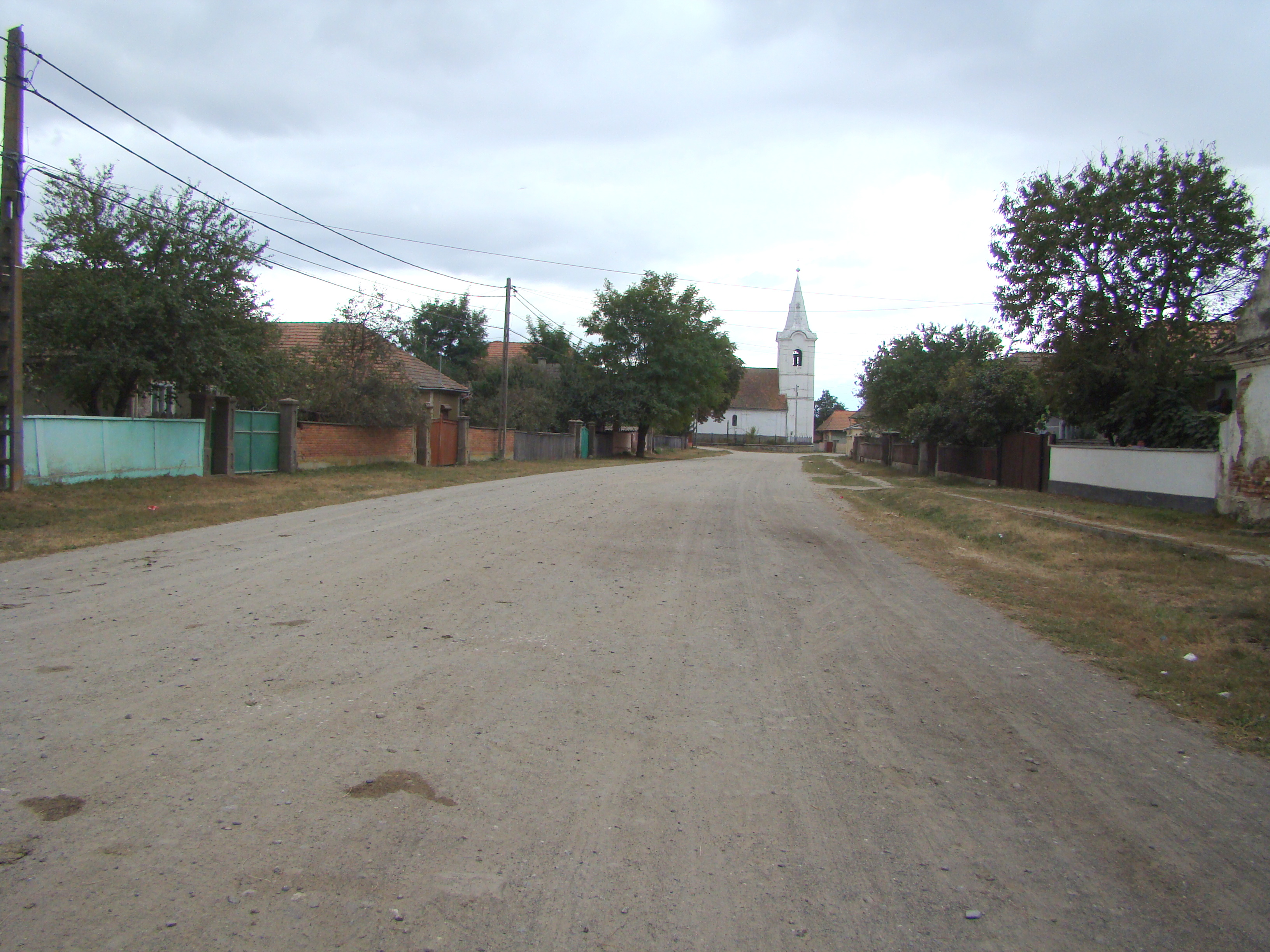
Biserica din depărtare

Biserica reformată din Mărtineni este un monument istoric aflat pe teritoriul satului Mărtineni; comuna Catalina. În Repertoriul Arheologic Național, monumentul apare cu codul 64176.03.

## Localitatea
Mărtineni (în maghiară Kézdimartonfalva) este un sat în comuna Catalina din județul Covasna, Transilvania, România. Se află în partea central-estică a județului,  în Depresiunea Târgu Secuiesc. Prima atestare documentară este din anul 1407, sub numele de Martonfalva.

## Biserica
Patronul vechii biserici catolice, construită în secolul XV, era Sfântul Martin. Biserica a fost transformată în secolele XVIII-XIX. Tavanul casetat al bisericii reformate are o parte vestică realizată în 1754, în perioada Renașterii târzii. Casetele baroce din partea de est au fost pictate la momentul extinderii bisericii, în 1824. Turnul bisericii a fost construit în 1778.

## Imagini din exterior

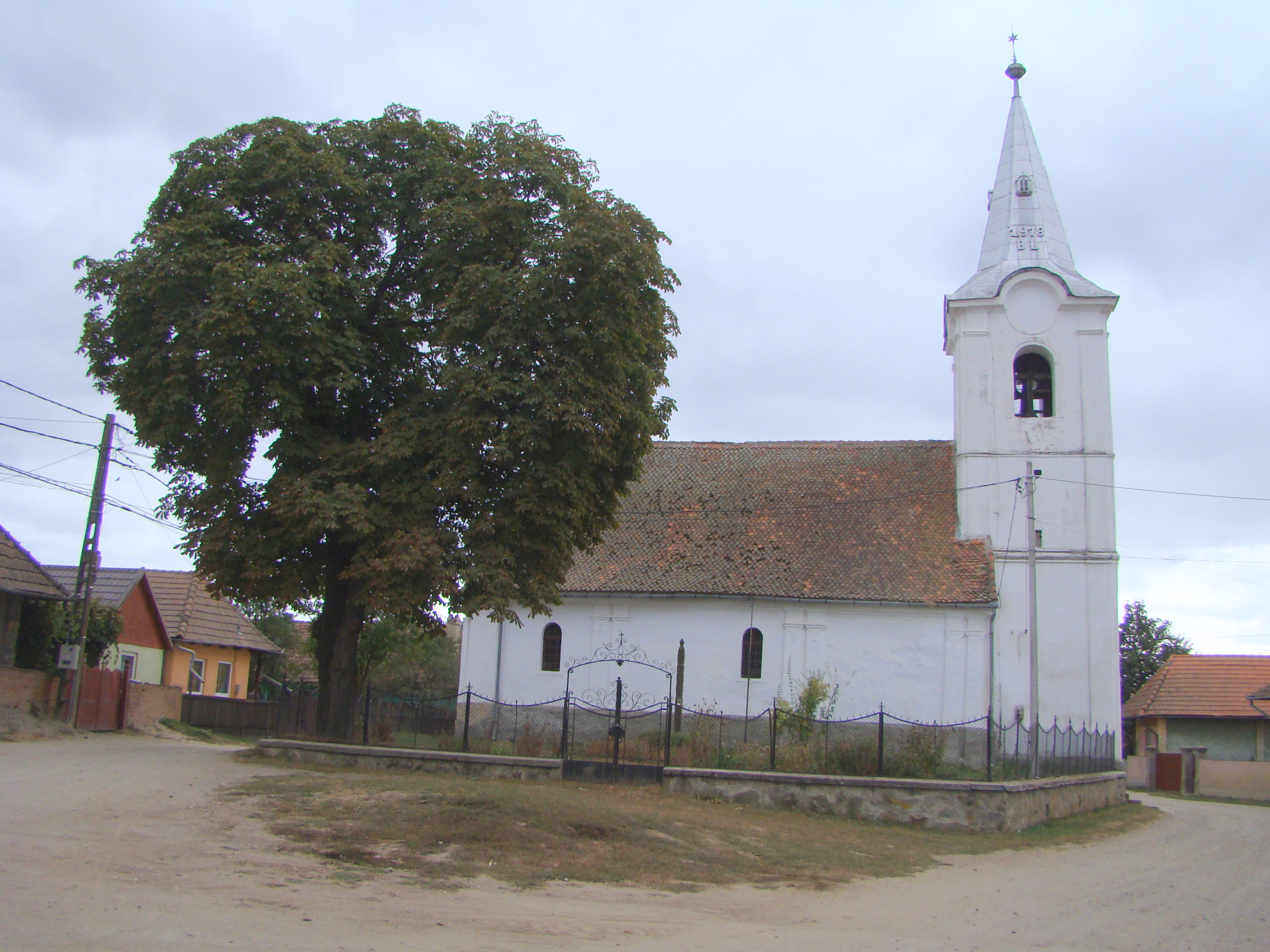
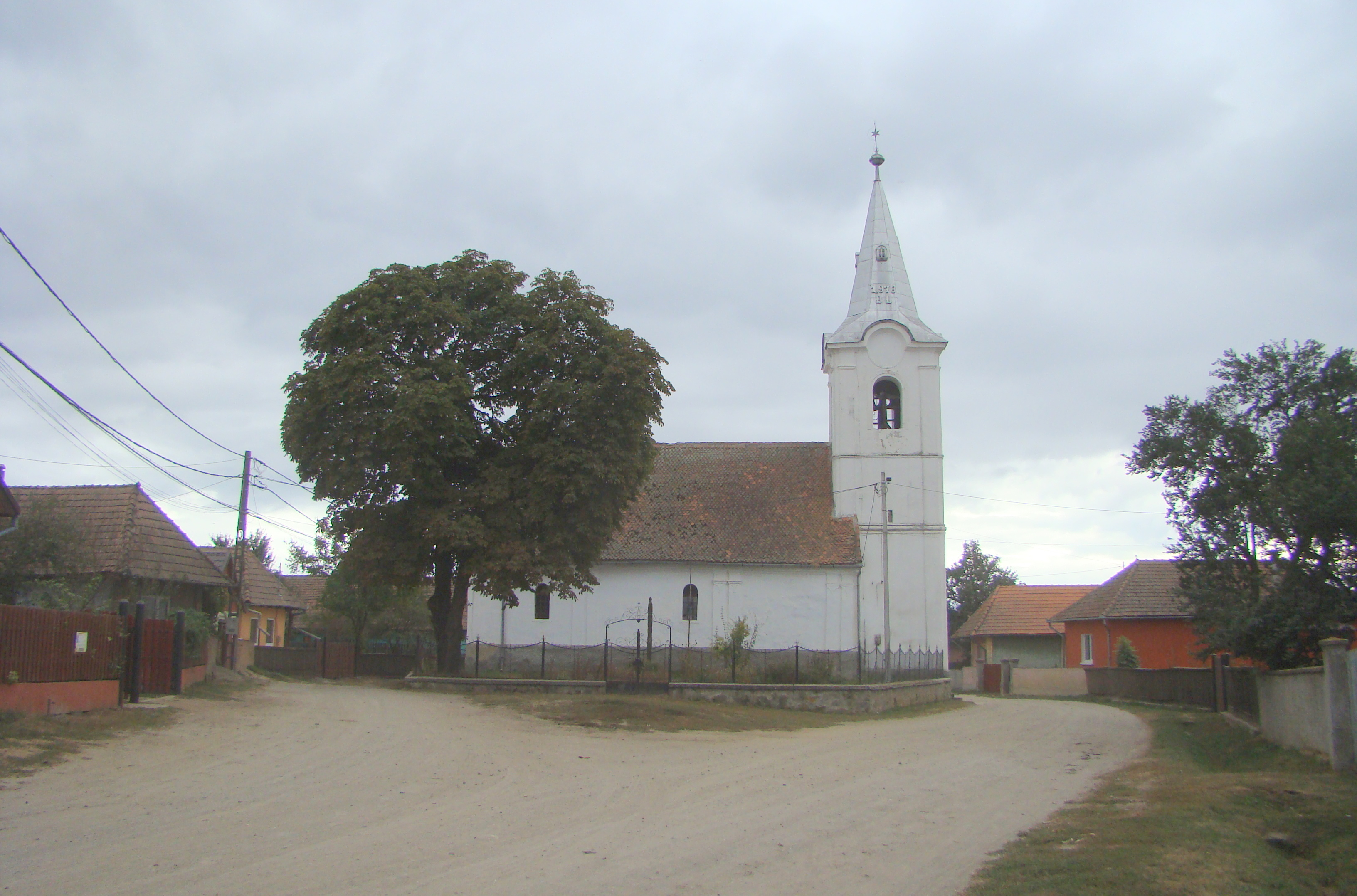
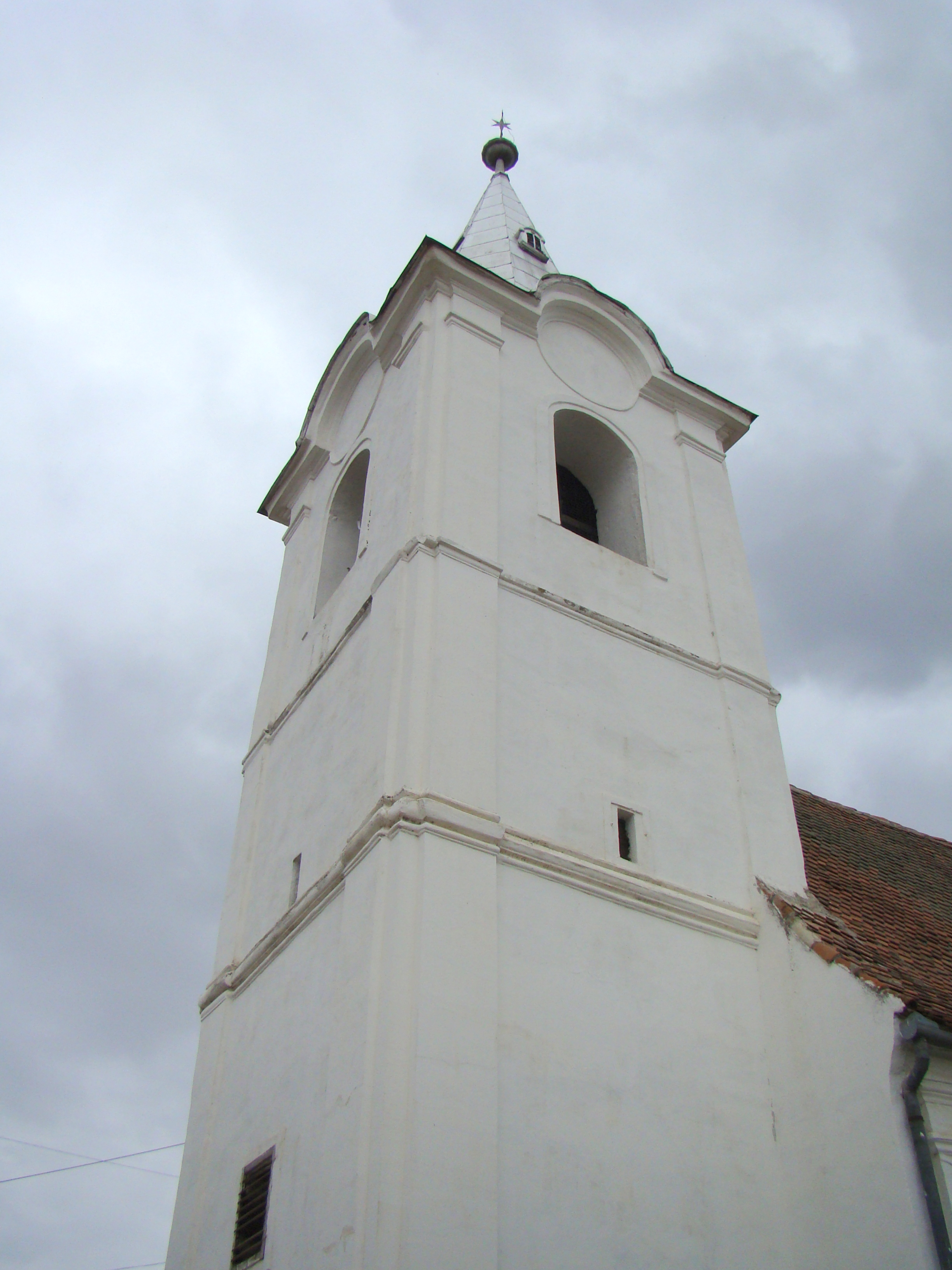
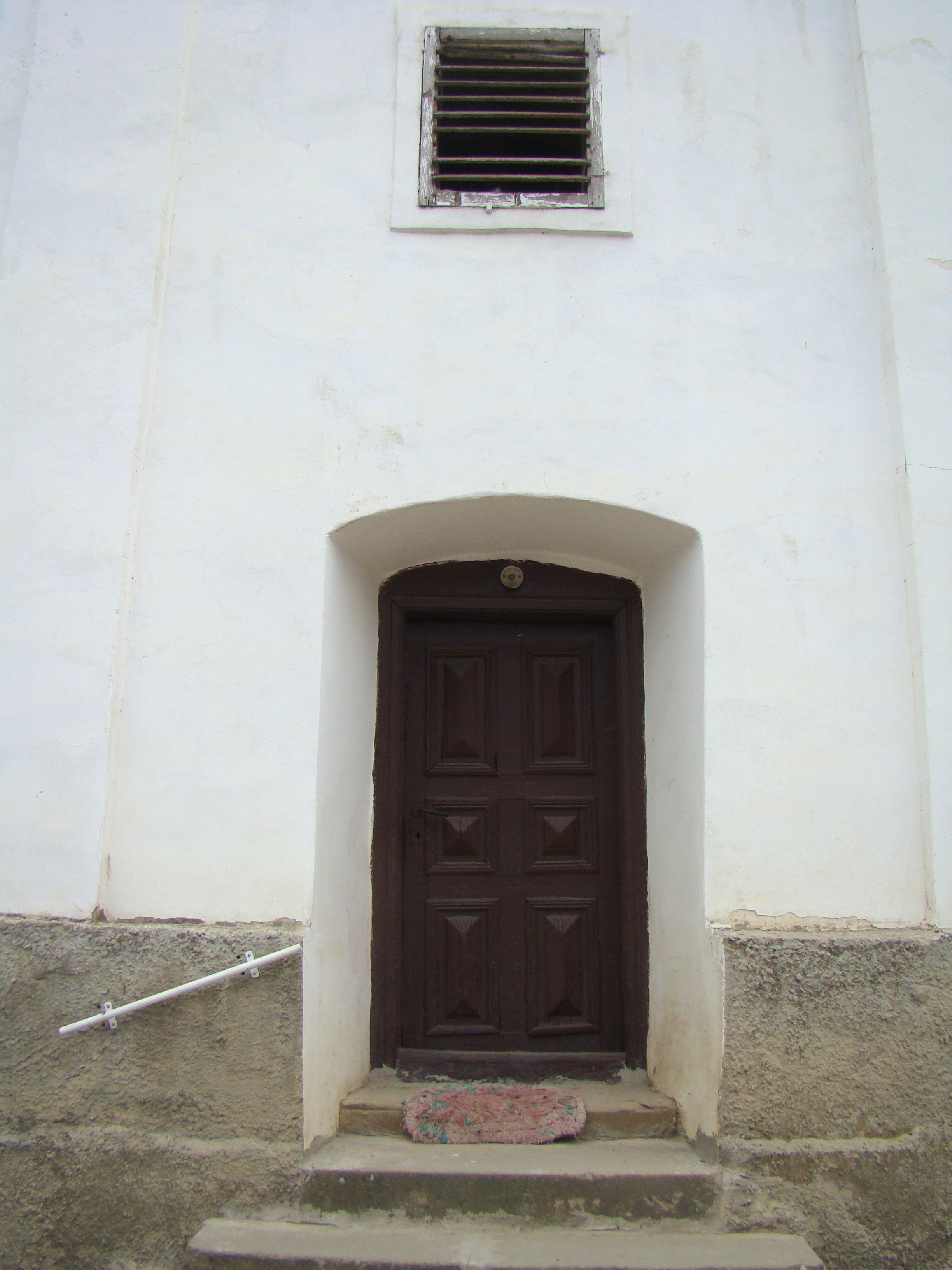
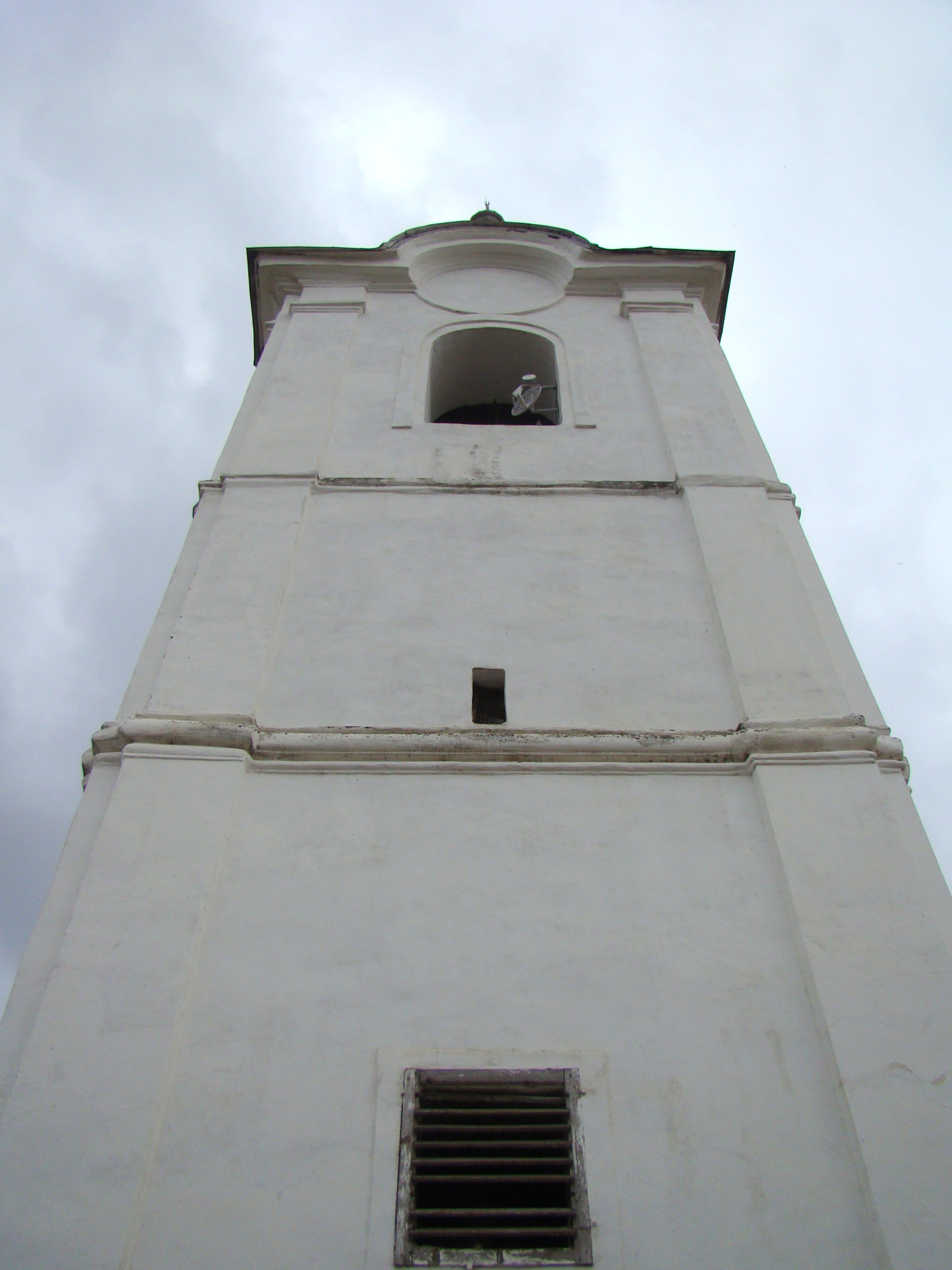
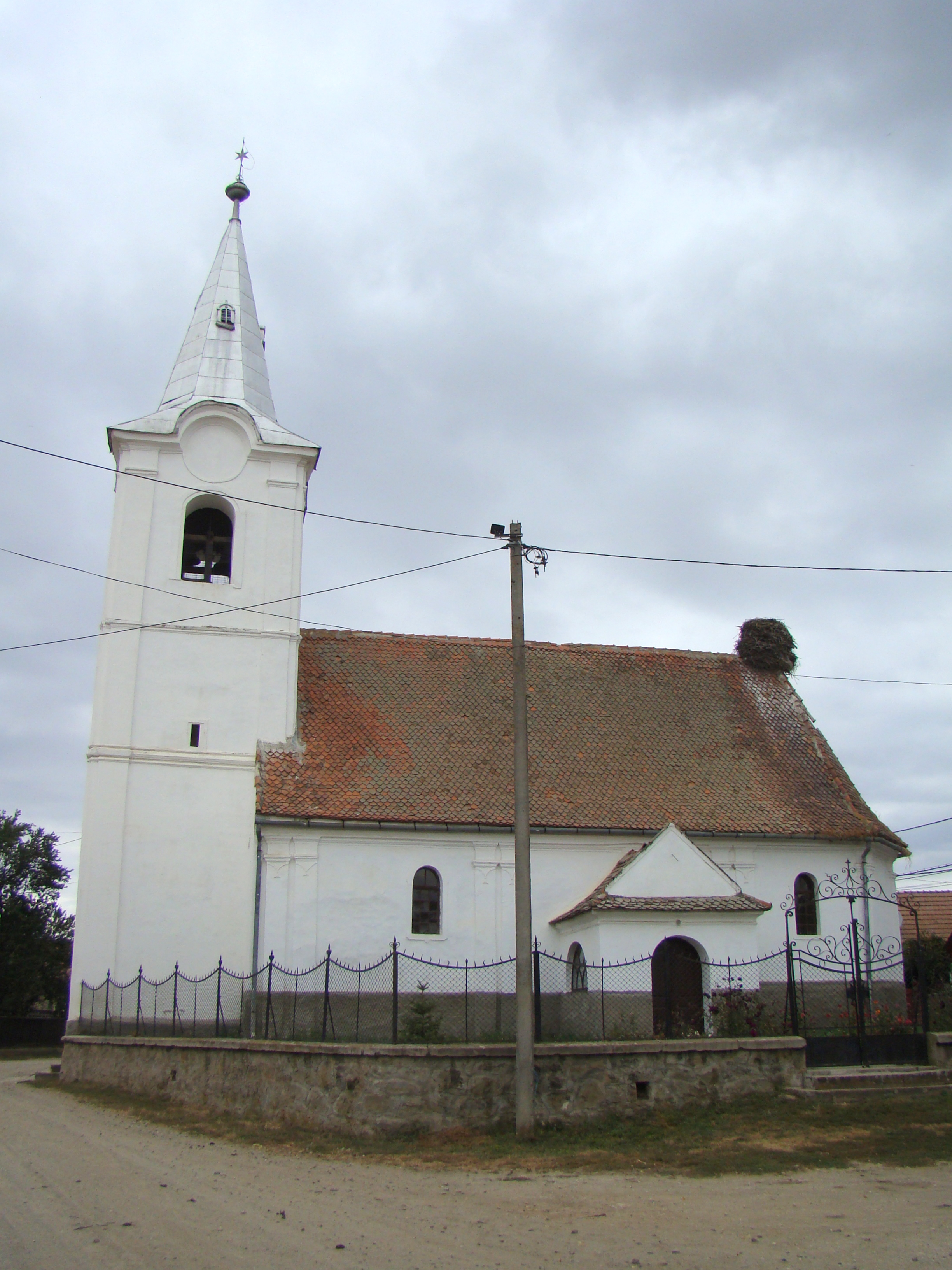
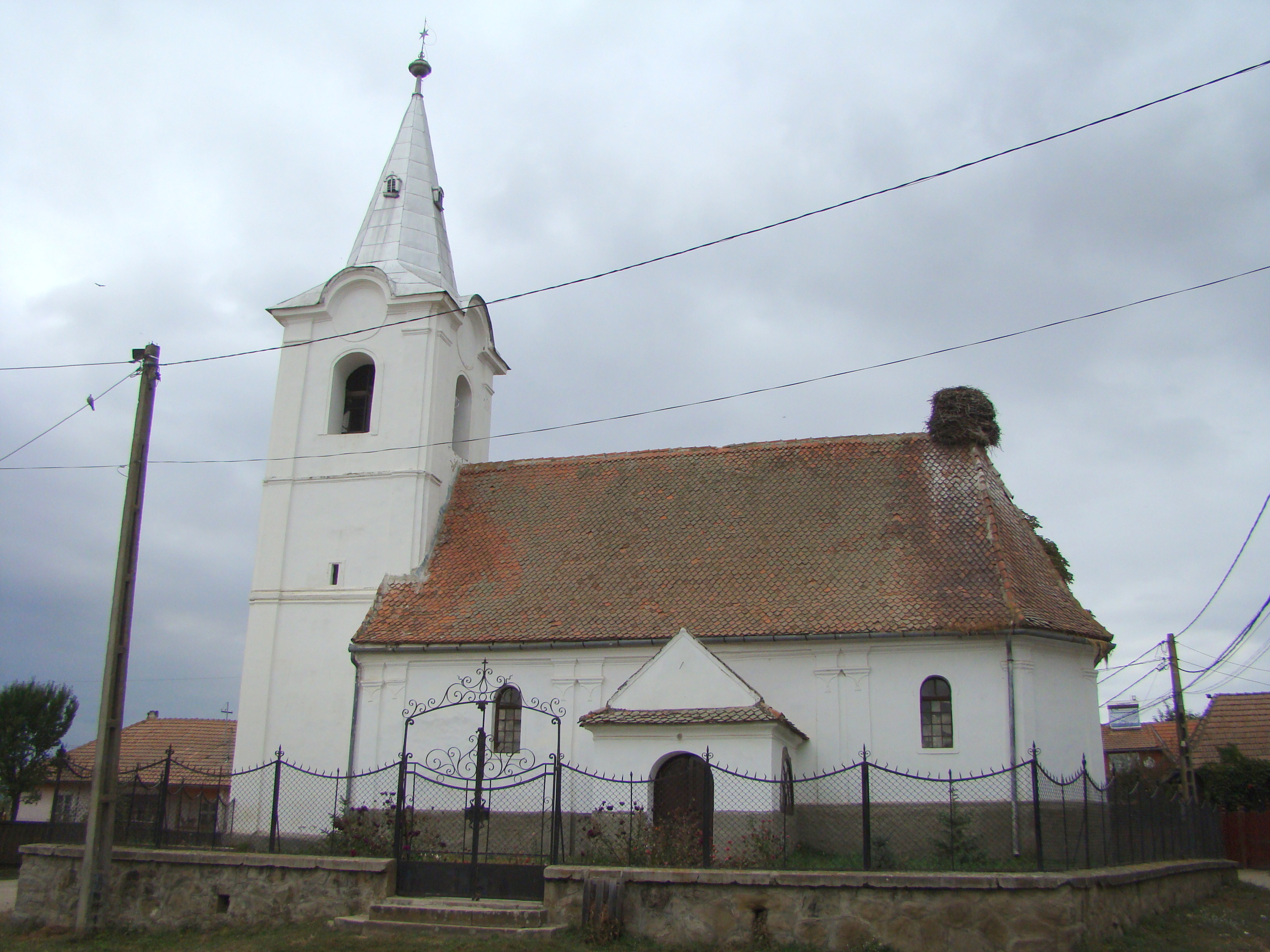

## Vezi și
- Mărtineni, Covasna